# طريق الجثة
إن عملية نقل الجثث وتوفير طرق النقل -التي غالبًا ما تكون في المجتمعات النائية- إلى المقابر التي لها حقوق الدفن، مثل: (كنائس الأبرشيات، والمصليات الصغيرة في بريطانيا)، إضافة إلى معرفة هذه الطرق بعدد من الأسماء الأخرى، مثل: طريق باير، طريق الدفن، خط التابوت، طريق التابوت، طريق الجثة، طريق الجنازة، طريق ليتش، طريقة الليك، أو طريق الموكب... وقد خلفت هذه (طرق الكنيسة) قدرًا كبيرًا من الفلكلور المرتبط بها فيما يتعلق بالأرواح، والأشباح.
في نهاية العصور الوسطى، حدثت زيادة في عدد السكان، وتوسيع مبنى الكنيسة في بريطانيا العظمى، ما يعني التعدي حتمًا على أراضي الكنائس الأم القائمة أو الوزراء. جعلت المطالبة بالاستقلال الذاتي من المستوطنات النائية مسؤولي الوزراء يشعرون بأن سلطتهم تتضاءل، وكذلك إيراداتهم، لذلك أنشأوا طرقًا للجثث تربط المواقع النائية وكنائسهم الأم (في قلب الأبرشيات) التي تحتفظ وحدها بحقوق الدفن. بالنسبة لبعض أبناء الرعية، كان هذا القرار يعني أنه يجب نقل الجثث لمسافات طويلة، أحيانًا عبر التضاريس الصعبة، وعادة ما كانت الجثة تنقل، حتى إذا لم يكن الراحل فردًا ثريًا. مثال ذلك، هو الطريقة الجنائزية التي تمتد من ريدال إلى آمبيلسايد في منطقة البحيرة، إذ لا يزال هناك حجر تابوت (موضحة أعلى اليمين)، وُضع عليه التابوت، بينما كان أبناء الرعية يستريحون، في النهاية منحت العديد من الكنائس «الجديدة» حقوق الدفن، وتوقف استخدام طرق الجثث على هذا النحو.
منذ فترة طويلة اختفى الكثير من طرق الجثث، في حين أن الأغراض الأصلية لأولئك الذين لا يزالون على قيد الحياة بوصفها ممرات للمشاة قد نُسيت إلى حد كبير، خاصةً إذا لم تعد هنالك ميزات مثل أحجار التابوت أو الصلبان. الحقول التي عبرتها مسارات الكنيسة في كثير من الأحيان أسماء، مثل: «الكنيسة في الطريق» أو «كيرك الطريق الميدان»، واليوم من الممكن بعض الأحيان لرسم مسار بعض الطرق الكنيسة المفقودة من طريق تسلسل أسماء الحقول القديمة، والمعرفة المحلية من الكنائس، والأساطير المحلية، والميزات المفقودة، من المناظر الطبيعية الموضحة على الخرائط القديمة... إحدى أقدم الخرافات هي أن الأرض التي تُحمل الجثة عليها، تصبح حقًا عامًا.
مثال: على طريق أو طرق جثة هو أن كنيسة القديس بطرس وبولس في بلوكلي، في جلوسيسترشاير، التي عقدت حق الدفن لسكان القرى ستريتون أون فوس في وارويكشاير، إذ كان هناك كنيسة صغيرة، التي أصبحت قسيس في القرن 12th، وأستون ماجنا، إذ كان هناك كنيسة صغيرة التي كانت مجرد هتاف. جميع «العشور» و«المشرحة»، ومع ذلك، جاء إلى كنيسة أبرشية بلوكلي، التي كانت الكنيسة شعب ستريتون وأستون ملتزمة بحملتي، التزم سكان ستريتون وأستون بنقل جثثهم إلى الكنيسة لدفنهم. يبلغ طول طريق الجثة من أستون إلى ساحة كنيسة بلوكلي أكثر من ميلين (3 كم)، ويعبر ثلاثة تيارات صغيرة في الطريق.

## الأساطير والمعتقدات المرتبطة بها.
ويزعم بعض سكان البلد أنه إذا نقلت جثة عبر حقل ما، فإنها ستفشل بعد ذلك في إنتاج غلة محاصيل جيدة. في جميع أنحاء المملكة المتحدة وأوروبا لا يزال يُعتقد أن لمس جثة في التابوت سيسمح للروح المغادرة بالذهاب في سلام إلى راحتها، وجلب الحظ السعيد للأحياء.